# MS Server
Le M/S Server est un vraquier chypriote construit en 1985. Il a sombré le 12 janvier 2007, causant une pollution de quelques centaines de tonnes de pétrole.

## Naufrage
Le M/S Server s'est échoué le 12 janvier 2007 au nord de Bergen en Norvège, près du phare d'Hellisøy sur l'île de Fedje ; l'équipage a été secouru. Le navire était lège mais contenait du fioul lourd dans ses soutes, ce qui fait déclencher une opération de nettoyage par les autorités norvégiennes pour éviter une marée noire.
Le cargo s'est brisé en deux : la poupe a sombré mais la proue a été remorquée en sécurité.

## Source
- Informations techniques provenant d'Equasis et du Bureau Veritas.